# Выбор Хобсона (фильм)
«Выбор Хобсона» (англ. Hobson's Choice) — кинофильм британского режиссёра Дэвида Лина, снятый в жанре романтической комедии и получивший премию BAFTA за лучшую британскую картину года. Экранизация одноимённой пьесы Гарольда Бригхауса.

## Сюжет
Немолодой, чванливый, сильно пьющий вдовец Генри Горацио Хобсон — владелец престижного обувного магазина в Солфорде. На него работает талантливый, но очень неуверенный в себе мастер Уилл Моссоп. Семья Хобсона состоит из трёх дочерей: Мэгги, Элис и Вики. Две младшие имеют женихов, и отец не возражает против брака. Но терять хозяйственную Мэгги он не желает. Девушка тайно вступает в помолвку с Уиллом, они занимают денег у постоянных клиентов магазина и открывают собственный салон. За год их бизнес успешно развивается, в том числе и за счёт покупателей отца. Неграмотный и нерешительный Уилл становится образованным предпринимателем. Мэгги искренне влюбляется в него. Молодые люди предлагают Хобсону вернуться в долю при условии, что он не станет принимать какие-либо решения. После стычки за имя, которое будет использовано в торговой марке, старик соглашается.

## В ролях
- Чарльз Лоутон — Генри Горацио Хобсон
- Джон Миллс — Уилл Моссоп
- Бренда Де Банзи — Мэгги Хобсон
- Дафна Андерсон — Элис Хобсон
- Прунелла Скейлс — Вики Хобсон
- Ричард Уоттис — Альберт Проссер
- Дерек Бломфилд — Фредди Бинсток
- Хелен Хэй — миссис Хепворт
- Джон Лори — доктор Макфарлейн

## История создания
Пьеса Гарольда Бригхауса, написанная в 1915 году, экранизировалась и прежде: Перси Нэшем в 1920 году и Томасом Бентли в 1931 году (первый фильм был немым, второй — звуковым). Идею воссоздать известный сюжет Дэвиду Лину предложил Александр Корда. Вопрос о Чарльзе Лоутоне в качестве исполнителя главной роли был решён сразу. На пробы в качестве Уилла Моссопа сначала был приглашён Роберт Донат.

## Награды и номинации
- 1954 — приз «Золотой медведь» Берлинского кинофестиваля[4].
- 1955 — премия BAFTA: за лучший британский фильм, а также 4 номинации : лучший фильм, лучший британский актёр (Джон Миллс), лучшая британская актриса (Бренда Де Банзи), лучший британский сценарий (Дэвид Лин, Норман Спенсер, Виньярд Браун).

## Критика
Абсолютно позитивен отзыв в газете «The New York Times» (1954 год), назвавший картину «восхитительным и стоящим британским фильмом». Однако и современные критики отмечают свежесть фильма. Интернет-обозрение Eye For Film утверждает, что «Выбор Хобсона» демонстрирует талант Лина в комедийном жанре, его ироничное отношение к взглядам Викторианской эпохи на вопросы классовой принадлежности, секса и брака. Кинокритик Армонд Уайт посвятил фильму обширное эссе, приуроченное к изданию картины на DVD в серии «Criterion Collection». Он считает, что Лин демонстрирует высокое художественное мастерство, не выпячивая, а умело маскируя его народным юмором. Глубокий анализ социальных стандартов Англии того периода, взглядов и манер в области отношения полов ставят эту работу в один ряд с лучшими произведениями Лина.